# فاصلة آية
الفاصلة في القرآن هي آخر كلمة في الآية، أو هي نهايتها عامة. وهي بمثابة السجعة في النثر، وبمنزلة القافية في الشعر. وسميت فاصلة لأنها فصلت بين الآية التي قبلها والآية التي بعدها.

## تقسيم
تنقسم الفواصل إلى أربعة أقسام:

### تمكين
التمكين أن يكون ما قبل الفاصلة ممهدا لها

### تصدير
التصدير أن يكون صدر الآية دالا على آخرها فتصبح هذه الفاصلة مأخوذة لفظا من صدر الآية

### توشيح
التوشيح نظير التصدير، فالتصدير مأخوذ لفظا أما التوشيح فمأخوذ معنى

### إيغال
الإيغال أن تتضمن الفاصلة معنى زائدا على صدر الآية.